# 土佐光芳

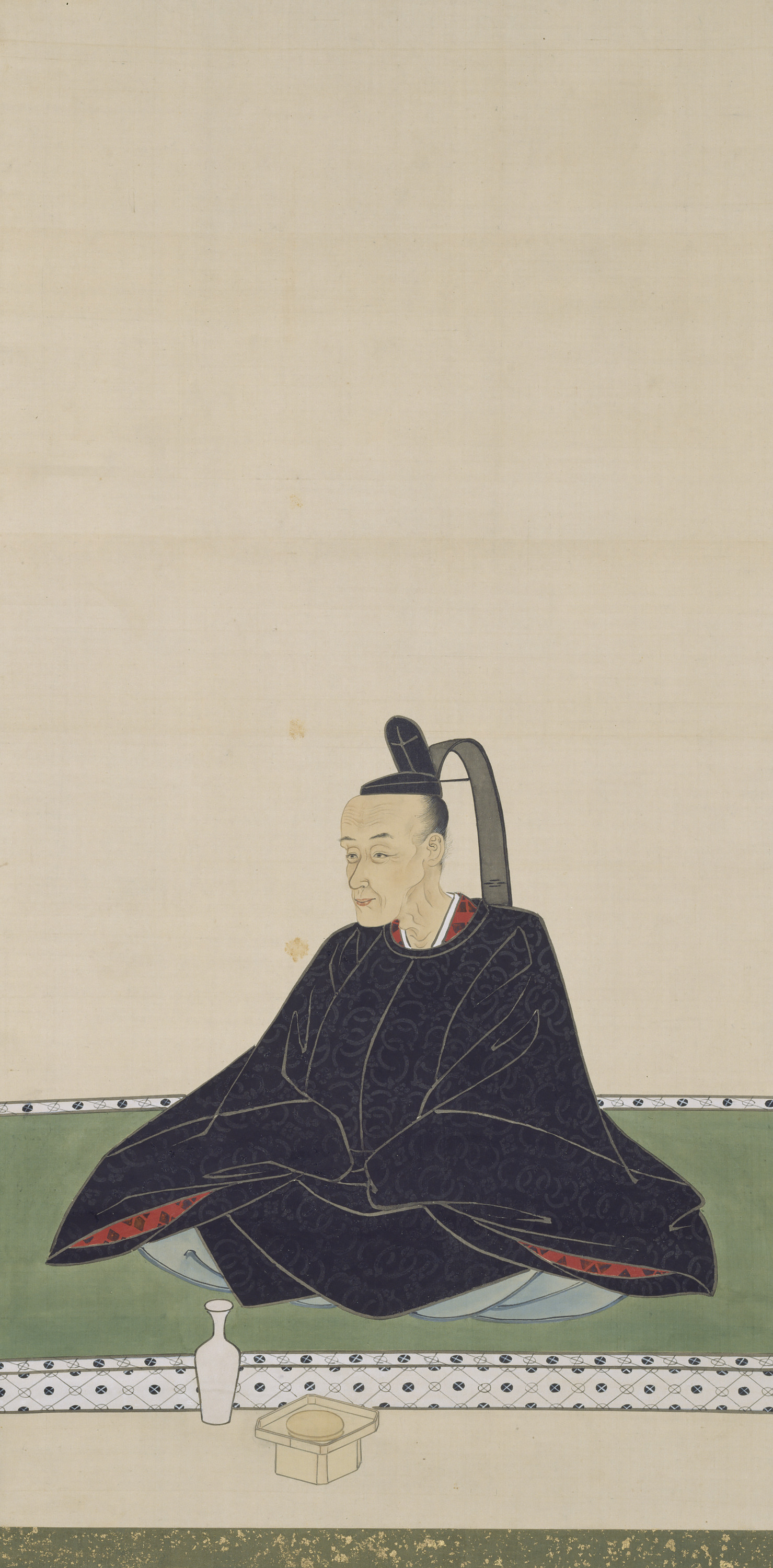
土佐光芳像（土佐光貞筆、京都国立博物館蔵）

土佐 光芳（とさ みつよし/みつふさ、元禄13年6月5日（1700年7月20日） - 明和9年8月29日（1772年9月26日））は、日本の江戸時代中期に活躍した土佐派の絵師。幼名は藤満丸。法名は常覚。名は「みつふさ」ともよむ。

## 略伝

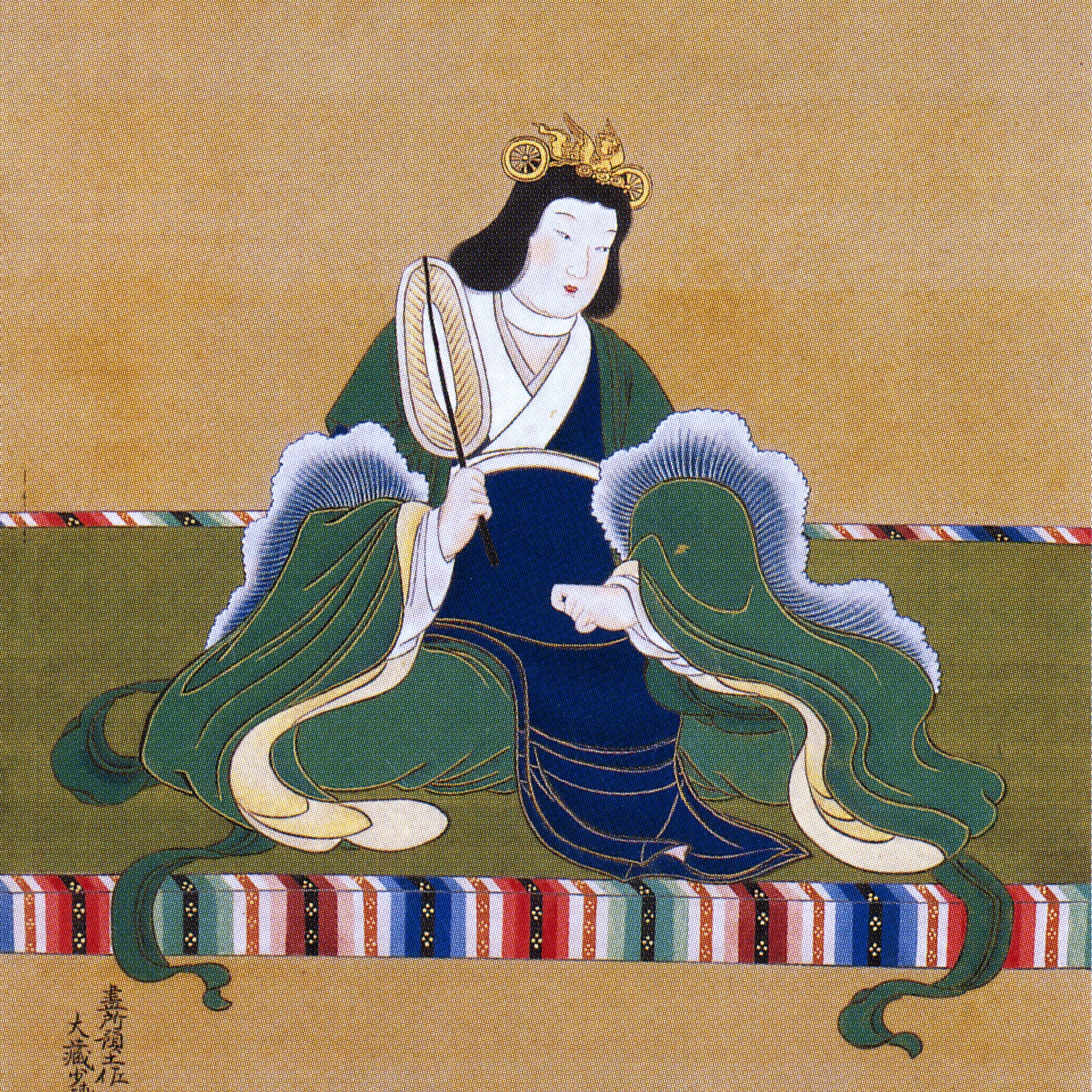
『推古天皇像』

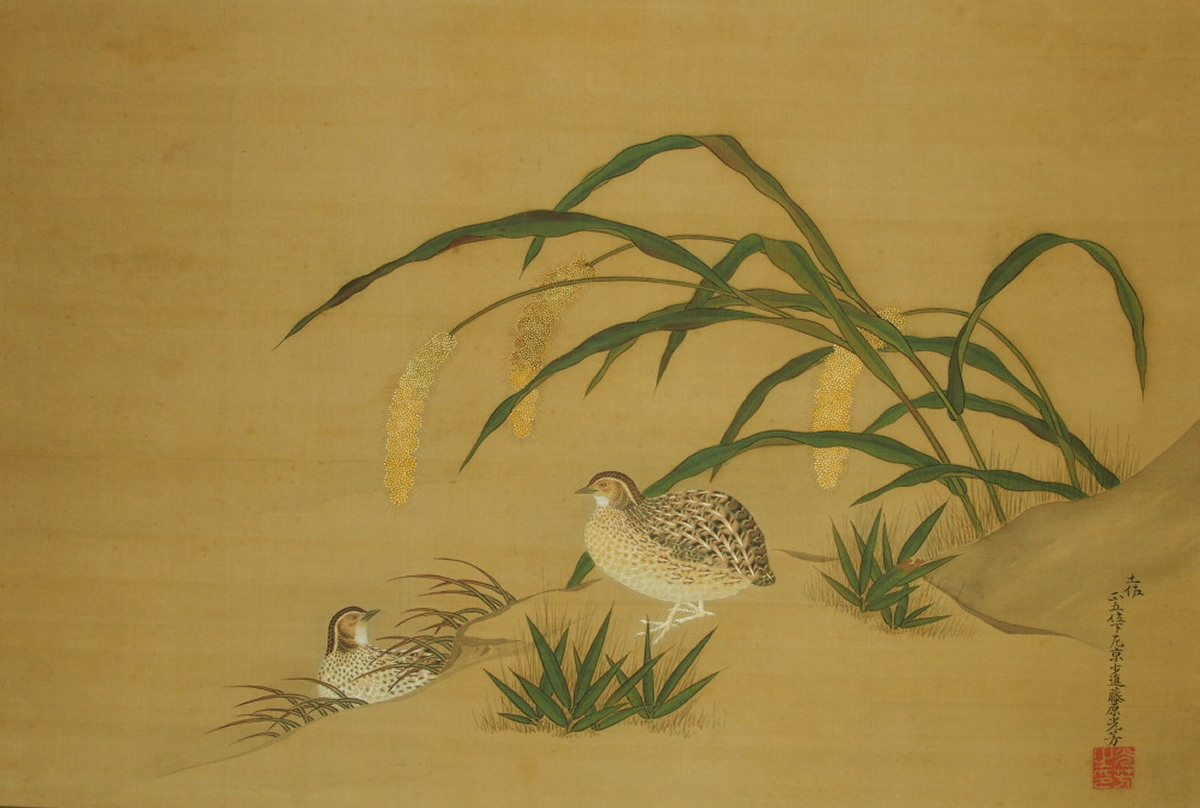
『粟鶉』

土佐光祐（光高）の子。幼少より画技を認められていたが、宝永7年（1710年）数え11歳の時、祖父・土佐光成、その4ヶ月後に父光祐が相次いで亡くなり、幼少にもかかわらず従六位上・絵所預となって家督を継ぐことになる。正徳6年（1716年）17歳で正六位下・左近衛将監、享保10年（1725年）26歳で従五位下、翌年大蔵少輔、享保16年（1731年）32歳で従五位上、元文2年（1737年）38歳で正五位下、元文4年（1739年）弾正少忠、寛保3年（1743年）左京少進と順調に位階を上げており、以後土佐家歴代では光芳が先例となって安定した位につくようになる。また土佐光起以来、絵所預には任じられてきたものの安定した家禄はなく、仕事に応じた画料のみ受け取る状態だった。しかし、享保9年（1724年）光芳の嘆願が認められ、御月扇料として御台所10人扶持方となり安定した財政基盤を得ることになる。更に、幼少の経験から、長男・光淳が本家を継いだ後、次男・光貞に分家させ組織を拡大する方策を取った。これらの方策により土佐家は以後安定した基盤を得ることになり、幕末まで続くことになる。
一方、享保19年（1730年）徳川吉宗の依頼で老中松平忠周用人・山村源八なる者から書状を遣わされ、光芳は土佐家に伝えられた絵巻と屏風の粉本目録「土佐家所持絵巻目録」を提出する。この際光芳は書状が届いた7日後に返信していることから、将軍の求めに応じて慌てて作成したというより既に整理されていたものを清書しただけの可能性が高く、光芳が自家の粉本をよく把握していたことを物語る。その後、この目録を元に吉宗の求めで粉本を送ったらしく、その目録「将軍御覧絵本目録」も残されている。また、「土佐派系図」という家系図を作成、血縁や時系列的に辻褄が合わない箇所も見られるものの、自家の正当性を確認する意図があったと考えられる。元文3年（1738年）桜町天皇の大嘗会に悠紀主基屏風を描く栄誉を授かる。延享3年（1746年）眼病を患ったため職を辞し、剃髪して常覚の法名を名乗る。明和9年（1772年）没、享年73。法名は貫綜院安誉練諦常覚居士。墓所は知恩寺。

## 作品
| 作品名                         | 技法         | 形状・員数 | 寸法（縦x横cm）                    | 所有者                                     | 年代                     | 落款・印章                                                    | 備考 |  |
| ------------------------------ | ------------ | ---------- | ---------------------------------- | ------------------------------------------ | ------------------------ | ------------------------------------------------------------- | --- |  |
| 平野郷社縁起                   |              | 2巻        |                                    | 杭全神社                                   | 1718年（享保3年）        | 款記「従六位上右近衛将監絵所預土佐光芳謹図」                  | 末吉宗伴（平野郷を開発したと伝えられる坂下氏の庶流七家出身）奉納。奥書は西洞院通時成。                                                                                 |  |
| 牛頭天王・熊野権現画像         | 紙本著色     | 2幅        | 96.3x40.8（各）                    | 杭全神社                                   |                          | 款記「絵所預土佐／正六位下左近衛将監藤原光芳欽図」            | 同社に残る現存唯一の連歌会所で連歌会が催される際に掛けられる。 |  |
| 片袖縁起絵巻                   | 紙本著色     | 1巻        |                                    | 大念仏寺                                   | 1724年（享保9年）        | 款記「土佐／画所預正六位下行左近衛将監藤原朝臣光芳筆」        | 大念仏寺第四八世信海（勧修寺高顕子息）、当時13歳の求めに応じ制作。大念仏寺にはもう1つ「片袖縁起絵巻」が所蔵されており、これを写したものか。詞書は宝鏡寺徳厳尼執筆。    |  |
| 人麿図                         | 紙本著色     | 1幅        | 92.0x27.5                          | 冷泉家                                     |                          | 款記「土佐左近衛将監光芳筆」                                  | |  |
| 七福神図                       |              |            |                                    | 個人                                       |                          | 款記「土佐将監正六位下光芳筆」                                | |  |
| 河州志紀郡土師村道明尼律寺記   |              |            |                                    | 道明寺天満宮                               | 1725年（享保10年）       |                                                               | 他絵師2名と合作。 |  |
| 推古天皇像                     | 絹本著色     | 1幅        | 98.0x40.5                          | 叡福寺                                     | 1726年（享保11年）       | 款記「画所預土佐／大蔵少輔従五位下藤原光芳」/「光芳」白文方印 | 箱書きから推古天皇千百年遠忌に合わせて制作・奉納された。像容は南都絵所系の聖徳太子絵伝に描かれる推古天皇の姿を単独像にしたもので、推古天皇の単独像としては唯一の作品。 |  |
| 柿本影現寺縁起                 |              | 1巻        | 36.5x833.0                         | 葛城市柿本区管理                           | 1729年（享保14年）       | 款記「画所預大蔵少輔 藤光芳 図」/白文方印                     | 黄檗僧・大徹浄真の依頼を受け、詞書は千種有敬、外題は広幡豊忠、奥書は庭田重孝、添書きは柳沢吉里。                                                                       |  |
| 旭神社縁起（橘嶋庄両社縁起図） |              | 2巻        | 上巻：37.0x997.0 下巻：37.01x128.0 | 旭神社（平野区）・大阪市立博物館寄託       | 1730-31年（享保15-16年） | 款記「画所預大蔵少輔藤原光芳図」/朱文方印                     | 奥書は享保15年に風早実積筆 |  |
| 秋草に鹿図                     | 紙本著色     | 二曲一隻   | 148.3x169.2                        | 曼殊院                                     |                          | 款記「画所預土佐正五位下藤原光芳」/「光芳之印」白文方印       | |  |
|                                |              | 襖絵       |                                    | 開口神社                                   |                          | 款記「画所預土佐正五位下藤原光芳」                            | |  |
| 冷泉為相像                     | 絹本著色     | 1幅        | 54.2x27.8                          | 冷泉家                                     | 1747-48年（寛延元-2年）  | 無款記                                                        | 浄光明寺にも本図と全く同じ光芳筆の為相像がある。 |  |
| 冷泉為秀画像                   | 紙本著色     | 1幅        | 54.2x27.8                          | 冷泉家                                     | 1748年（寛延2年）        |                                                               | |  |
| 龍門宗禹像                     |              |            |                                    | 玉林院                                     | 1748年（寛延元年）       |                                                               | |  |
| 月岑宗印像                     |              |            |                                    | 玉林院                                     |                          |                                                               | |  |
| 寿老人像                       |              |            |                                    | ダムフリース市郷土博物館（スコットランド） |                          | 款記「画所預正五位下藤原光芳」/「光芳之章」                   | |  |
| 十二ヶ月景物図巻               | 絹本著色     | 2巻        | 上巻：32.9x565.1 下巻：32.9x570.6  | サントリー美術館                           | 1749年（寛延2年）        | 款記「画所預正五位下藤原光芳」/「光芳之印」白文方印           | 仙台藩伊達家旧蔵。伊達吉村七十慶賀の際、伊達宗村より贈られた。 |  |
| 吉野龍田図屏風                 | 紙本金地著色 | 六曲一双   | 158.5x364.0（各）                  | 印籠美術館                                 |                          | 各隻に款記「画所預／正五位下前左京少進藤原光芳」/白文方印     | |  |
| 定家図                         | 絹本著色     | 1幅        | 54.6x32.7                          | 冷泉家                                     |                          | 款記「信実朝臣図 正五位下大蔵少輔藤原光芳臨」                 | 桜町天皇賛。伝藤原信実筆の「定家図」を、冷泉為村の依頼で新たに写したもの。                                                                                             |  |
| 玉津島大明神図                 | 絹本著色     | 1幅        | 28.7x44.2                          | 冷泉家                                     |                          | 款記「画所預／正五位下弾正少忠藤原光芳」                      | 橘房隆賛。 |  |
| 後三年合戦絵巻（模本）         |              | 3巻        |                                    | 徳川美術館                                 | 1769年（明和6年）        |                                                               | 詞書は庭田重煕 |  |
| 武者図                         | 絹本著色     | 1幅        | 113.9x49.2                         | ハンブルク工芸美術館                       |                          | 款記「画所預土佐／正五位下藤原光芳」/「光芳之印」白文方印     | 源重嗣（庭田重煕のことか）賛 |  |
| 千利休画像                     |              | 1幅        |                                    | 大阪城天守閣                               |                          |                                                               | |  |
| 利休居士像                     | 紙本著色     | 1幅        | 85.6x37.4                          | 和泉市久保惣記念美術館                     |                          | 款記「画所預土佐光芳」/「光芳之章」白文方印                   | 表千家7代目如心斎賛 |  |
| 藤原俊成卿像                   |              | 1幅        |                                    | 八百富神社                                 |                          |                                                               | 蒲郡市指定文化財 |  |
| 宇治実景図屏風                 | 紙本著色     | 六曲一隻   | 172.8x383.8                        | 大分市美術館                               |                          |                                                               | |  |
| 源氏物語図屏風                 | 紙本金地著色 | 六曲一双   | 153.6x359.5（各）                  | 石山寺                                     |                          | 款記「画所預正五位下 藤原光芳」/「光芳之印」白文方印          | 伝土佐光芳。光芳の落款を持っているが、土佐派の画風とやや異なる。 |  |
| 源氏物語図屏風                 | 紙本金地著色 | 六曲一双   | 152.0x361.0（各）                  | 石山寺                                     |                          | 無                                                            | 伝土佐光芳。光芳の箱書きを持つ。 |  |
| 三国三社権現縁起               |              | 1巻        |                                    | 個人                                       |                          | 無款記                                                        | 奥書は広幡長忠。 |  |